# جوهر خاتون
جوهر خاتون (الفارسية: گوهر خاتون) وقد ذكرتها بعض المصادر باسم مهدية العراق (بالأردية : Mahd-i Iraq) هي أميرة سلجوقية تزوجت في تاريخ غير معروف من السلطان الغزنوي مسعود الثالث الغزنوي (حكم من 1099 إلى 1115)، لتصبح بذلك زوجته الثانية.

## السيرة
جوهر هي ابنة السلطان ملك شاه الأول وزوجته زبيدة خاتون، وعاشت في عراق العجم، حتى خُطبت لمسعود الثالث في عام 1073، وتزوجت منه. كان مسعود متزوجًا من أخت مالك شاه. وفقًا لبعض المصادر، كانت جوهر والدة أرسلان شاه ابن مسعود الثالث، بينما ذكرت بعض المصادر الأخرى أنها كانت زوجة أبيه. ومع ذلك، خلال عهد أرسلان شاه، تعرّضت جوهر لمعاملة سيئة، مما أدى إلى قيام شقيقها أحمد سنجر بغزو ممتلكات أرسلان شاه، حيث تمكن من هزيمة أرسلان شاه بشكل حاسم وجعل شقيقه الأخير بهرام شاه الحاكم الجديد لسلالة الغزنويين، وفي الوقت نفسه اعترف بسيادة السلاجقة. بعد هذا الحدث لم يعد هناك ذكر لجوهر في أي مصدر، وتوفي لاحقًا في تاريخ غير معروف في القرن الثاني عشر.